# Seltjarnarnes
Die Gemeinde Seltjarnarnes (['sɛːlˌtjartnarˌnɛˑs], isl. Seltjarnarnesbær) liegt in der Hauptstadtregion (Höfuðborgarsvæðið) der isländischen Hauptstadt Reykjavík.
Am 1. Januar 2023 hatte die Gemeinde 4674 Einwohner. Die Fläche der Gemeinde beträgt 2 km².
Entgegen dem allgemeinen Trend der Hauptstadtregion hat Seltjarnarnes seit mehreren Jahren einen spürbaren Bevölkerungsrückgang zu verzeichnen.

## Lage
Seltjarnarnes liegt auf der gleichnamigen Halbinsel und ist im Norden, Westen und Süden vom Faxaflói umgeben (im Süden von dessen Seitenarm Skerjafjörður und im Norden vom Kollafjörður). Im Osten grenzt die Gemeinde an den Stadtbezirk Vesturbær der Hauptstadt Reykjavík, mit dem sie baulich verbunden ist. Die Stadtgrenze verläuft durch Wohngebiete.
Trotz der Nähe zu Reykjavík unterhält die Stadt eine eigene Geothermalheizung.

## Geschichte
Die Landgemeinde Seltjarnarneshreppur, in der im 18. Jahrhundert einer der ersten Ärzte Islands, Bjarni Pálsson, lebte und arbeitete, zählte 1920 440 Einwohner, und 1940 lag die Einwohnerzahl bei 627, 1960 bei 1310, 1970 bei 2153. Am 9. April 1974 erhielt der Ort Stadtrechte, und 1989 lag die Einwohnerzahl bei 4088.

## Sehenswürdigkeiten

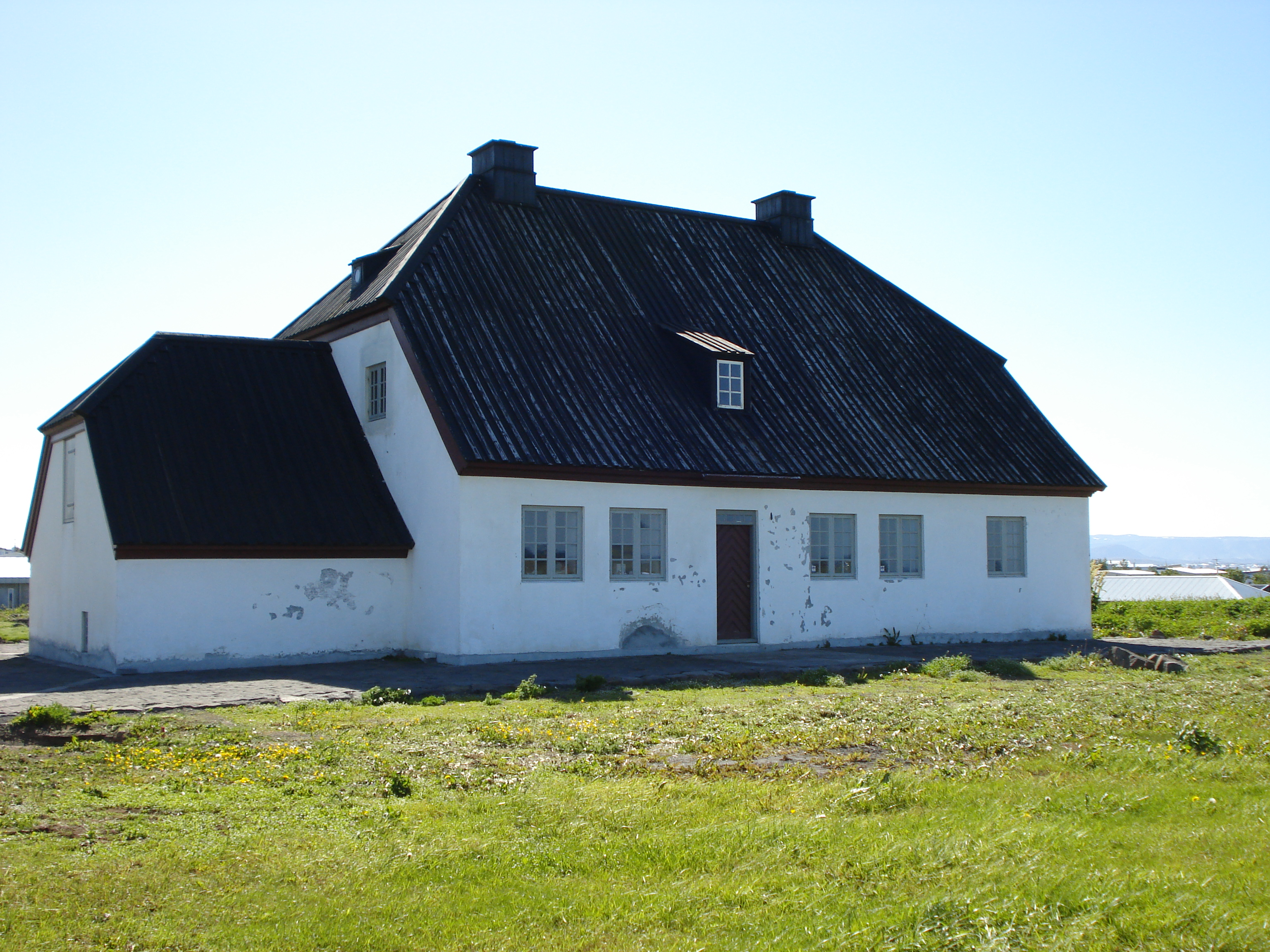
Nesstofa, ehemaliges Haus des Landarztes von Seltjarnarnes

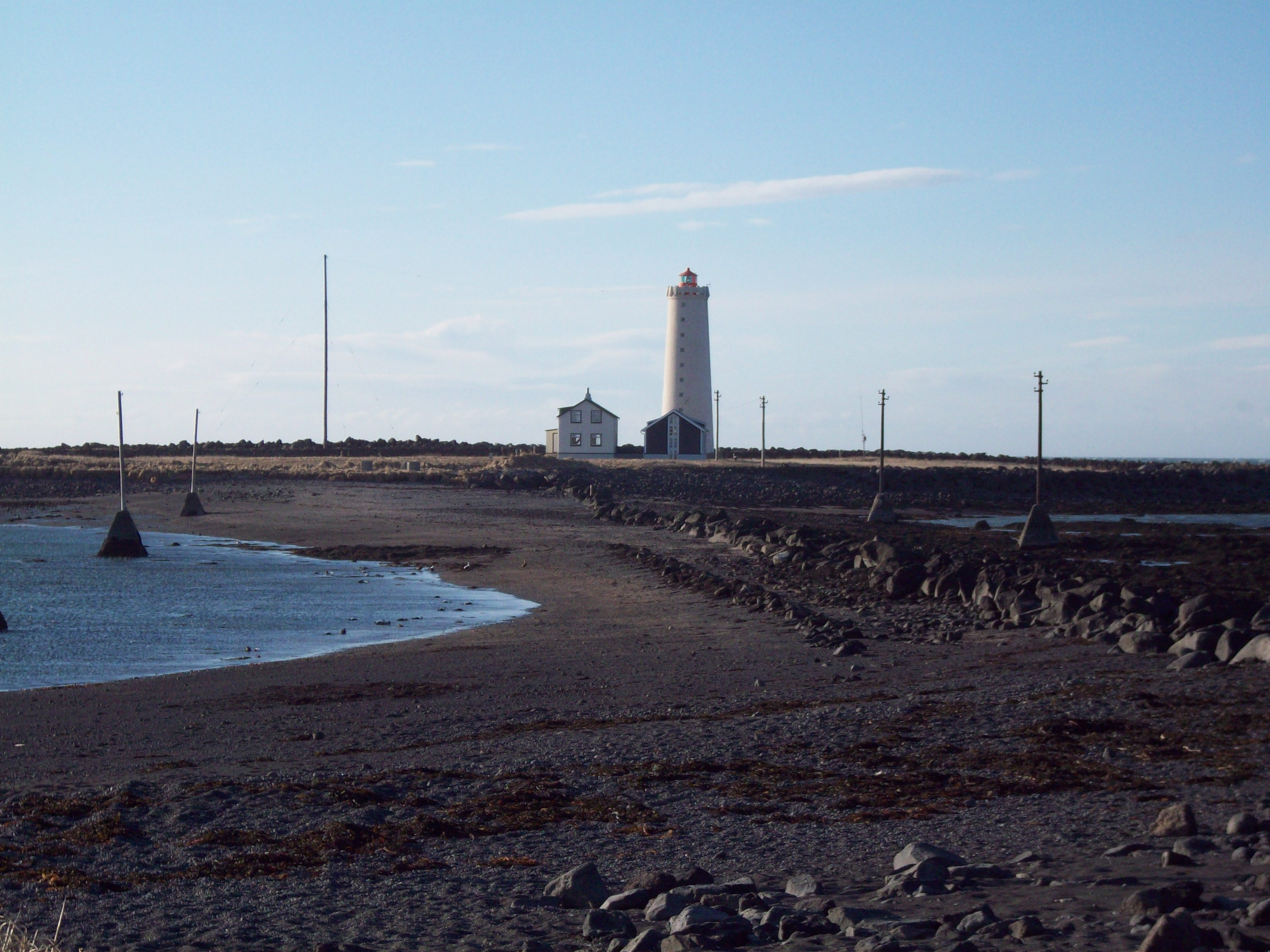
Leuchtturm auf der nur bei Ebbe zugänglichen Insel Grótta

Grótta, eine kleine (Halb-)Insel im Westen von Seltjarnarnes, die nur bei Ebbe erreichbar ist. Auf ihr steht der weithin sichtbare Leuchtturm und populärer Nordlicht-Hotspot.
Das Medizinmuseum Nesstofa befindet sich am Westrand des Ortes. Das Gebäude stammt aus den Jahren 1761 bis 1763 und wurde für den Arzt Bjarni Pálsson errichtet. Es diente bis 1876, als die medizinische Fachhochschule gegründet wurde, als Ausbildungsstätte für Mediziner. Das Pharmazeutische Museum (isl. Lyfjafræðisafn) liegt direkt neben der Nesstofa. Dort wird u. a. eine Apotheke aus der Zeit der Jahrhundertwende gezeigt.
Die moderne Kirche Seltjarnarneskirkja der 1974 gegründeten Pfarrgemeinde Seltjarnarnes wurde 1985 bis 1989 erbaut.

## Städtepartnerschaften
- Herlev, Dänemark
- Höganäs, Schweden
- Lieto, Finnland
- Nesodden, Norwegen

## Söhne und Töchter
- Marga Thome (* 1942): deutsch-isländische Pflegewissenschaftlerin, erste Professorin für Pflegewissenschaft in Island